# Daniel Hasler
Daniel Hasler (ur. 18 maja 1974) – liechtensteiński piłkarz grający na pozycji obrońcy. W swojej karierze rozegrał 78 meczów w reprezentacji Liechtensteinu i strzelił w nich 1 gola.

## Kariera klubowa
Karierę piłkarską Hasler rozpoczynał w klubie FC Vaduz. W 1992 roku zadebiutował w jego barwach w drugiej lidze szwajcarskiej. Wraz z FC Vaduz występował również w rozgrywkach Pucharu Liechtensteinu, który wygrywał w latach 1995, 1996, 1998, 1999 i 2000.
W 2000 roku Hasler odszedł z FC Vaduz do FC Wil, także grającego w drugiej lidze Szwajcarii. W FC Wil grał przez trzy sezony, a w 2003 roku wrócił do FC Vaduz. W latach 2004, 2005, 2006, 2007 i 2008 wygrywał z nim Puchar Liechtensteinu. W sezonie 2007/2008 wygrał z FC Vaduz rozgrywki drugiej ligi i wywalczył awans do pierwszej, a latem 2008zakończył karierę piłkarską.
| Sezon   | Klub     | Kraj          | Rozgrywki        | Mecze | Bramki |
| ------- | -------- | ------------- | ---------------- | ----- | ------ |
| 1992/93 | FC Vaduz | Liechtenstein | Challenge League | ?     | ?      |
| 1993/94 | FC Vaduz | Liechtenstein | Challenge League | ?     | ?      |
| 1994/95 | FC Vaduz | Liechtenstein | Challenge League | ?     | ?      |
| 1995/96 | FC Vaduz | Liechtenstein | Challenge League | ?     | ?      |
| 1996/97 | FC Vaduz | Liechtenstein | Challenge League | ?     | ?      |
| 1997/98 | FC Vaduz | Liechtenstein | Challenge League | ?     | ?      |
| 1998/99 | FC Vaduz | Liechtenstein | Challenge League | ?     | ?      |
| 1999/00 | FC Vaduz | Liechtenstein | Challenge League | ?     | ?      |
| 2000/01 | FC Wil   | Szwajcaria    | Challenge League | 22    | 1      |
| 2001/02 | FC Wil   | Szwajcaria    | Challenge League | 11    | 0      |
| 2002/03 | FC Wil   | Szwajcaria    | Challenge League | 34    | 2      |
| 2003/04 | FC Vaduz | Liechtenstein | Challenge League | 29    | 1      |
| 2004/05 | FC Vaduz | Liechtenstein | Challenge League | 26    | 2      |
| 2005/06 | FC Vaduz | Liechtenstein | Challenge League | 15    | 0      |
| 2006/07 | FC Vaduz | Liechtenstein | Challenge League | 22    | 1      |
| 2007/08 | FC Vaduz | Liechtenstein | Challenge League | 9     | 0      |

## Kariera reprezentacyjna
W reprezentacji Liechtensteinu Hasler zadebiutował 26 października 1993 roku w przegranym 0:2 towarzyskim meczu z Estonią, rozegranym w Balzers. W swojej karierze grał w: eliminacjach do Euro 96, MŚ 1998, Euro 2000, MŚ 2002, Euro 2004, MŚ 2006 i Euro 2008. Od 1993 do 2007 roku rozegrał w kadrze narodowej 78 meczów i strzelił w nich 1 gola.